# Tintás Tunyacsáp
Tintás Quincy Tunyacsáp (eredeti név: Squidward Quincy Tentacles) egy kitalált karakter, a SpongyaBob Kockanadrág című rajzfilmsorozat egyik szereplője. Eredeti hangja Rodger Bumpass; magyar hangja Imre István, később Dolmány Attila lett. Tunyacsáp a sorozat 270 részében tűnt fel, ezzel a második Spongyabob mögött, aki 305 részben szerepelt. Az angol "Squidward" név a squid (tintahal) és az Edward név keresztezése.

## Karaktere
Tunyacsáp egy mogorva, rosszkedvű, ámde művelt polip,  aki inkább tintahalnak néz ki. Ő Spongyabob Kockanadrág és Csillag Patrik szomszédja, viselkedésük és állandó pozitivitásuk miatt gyűlöli őket, ám azok ketten mégis barátként tekintenek rá. A Spongyabob: Spongya Szökésben című filmben elárulta azt, hogy legbelül mégis barátként kedveli Spongyabobot (mert kiskorában, amikor elbukott a klarinétozással, Spongyabob és Patrick odaadták neki a díjat). Kedvenc tevékenysége klarinétozás és önmagának megmintázása és ábrázolása bármilyen művészeti ágban. Legnagyobb álma az, hogy világhírű klarinétművész legyen.
Tunyacsáp pénztárosként dolgozik a Rozsdás Rákolló nevű étteremben, ám utál ott dolgozni, főleg mert Spongyabob a munkatársa. Általában alszik munka közben, és vagy Spongyabob, vagy az éttermet vezető Rák úr ébreszti fel.
Örök pesszimistának tűnik, de a szíve mélyén ő is szeret ellazulni, még ha ez nehezen is megy neki. Különleges helyzetekben mindig kiderül, hogy néha nem is utálja annyira Spongyabobot. Valójában jólelkű, annak ellenére, hogy mindent megtesz annak érdekében, hogy ezt még véletlenül se feltételezzük róla. 
Van egy nagy riválisa Spongyabob és Patrik mellett: Lábasfejű Leontin (Squilliam Fancyson), aki fiatalkorukban mindenben sikeresebb volt nála.